# Пурус
Пуру́с (порт. Rio Purus) — река, правый приток Амазонки. Длина около 3200 км. Площадь бассейна 365 000 км², средний расход воды составляет 8400 — 12 600 м³/с. Ширина Пуруса в нижнем течении до 1200 м.
Высота истока — 286 м над уровнем моря.
Исток Пуруса находится в Перу на восточном склоне Анд, но главным образом река протекает через территорию Бразилии, в Амазонской низменности в зоне влажноэкваториальных лесов.
Русло реки одно из самых извилистых в мире, а глинистые берега легко размываются. Однако, глубина в фарватере на протяжении 2000 км от устья всегда превышает 15 м, порогов нет, а в тысяче км от впадения в Амазонку высота над уровнем моря составляет чуть более 33 м. Поэтому река судоходна почти на всём протяжении до склонов Анд (около 2840 километров).
После сезона дождей в марте — апреле на реке наступает половодье.
Самый крупный приток Пуруса — река Акри, другие притоки — Тапауа, Мукуин, Итуши.
Гидроним от наименования одного из аравакского племен пурупуру.

## Галерея

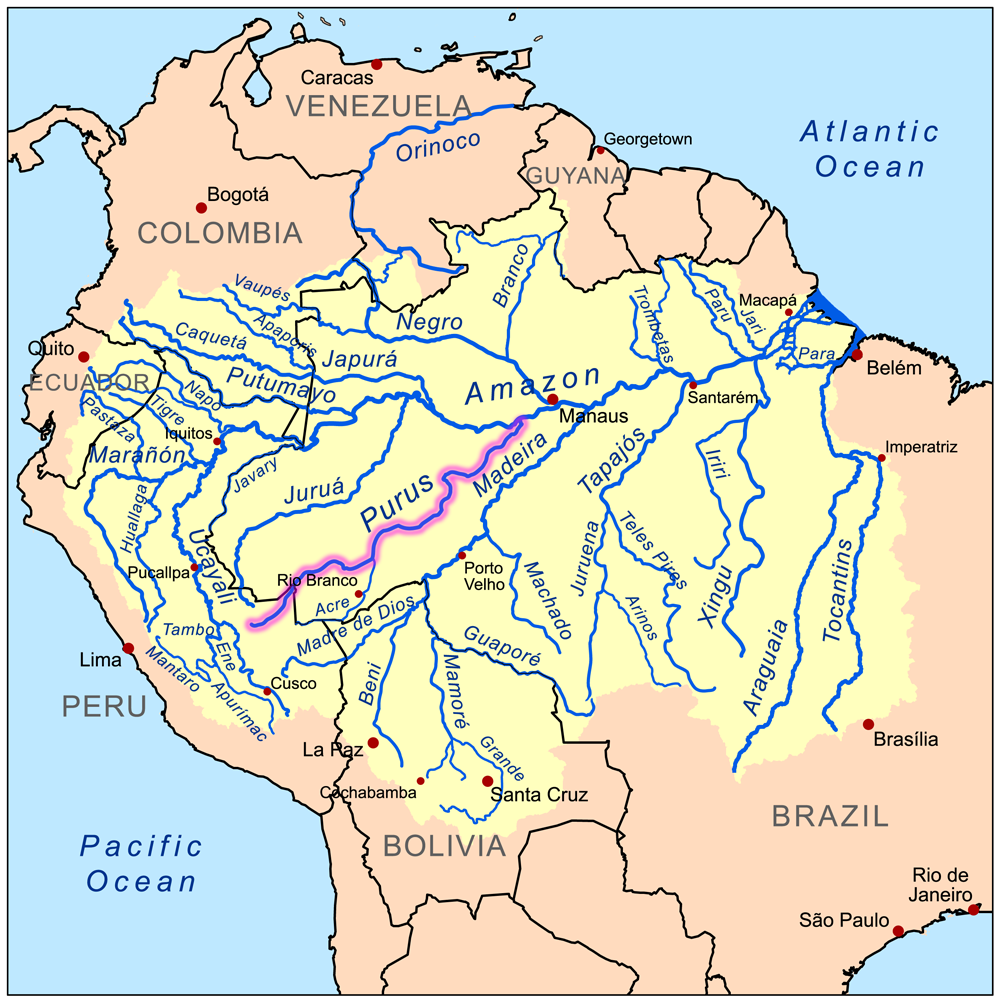
Пурус в бассейне Амазонки
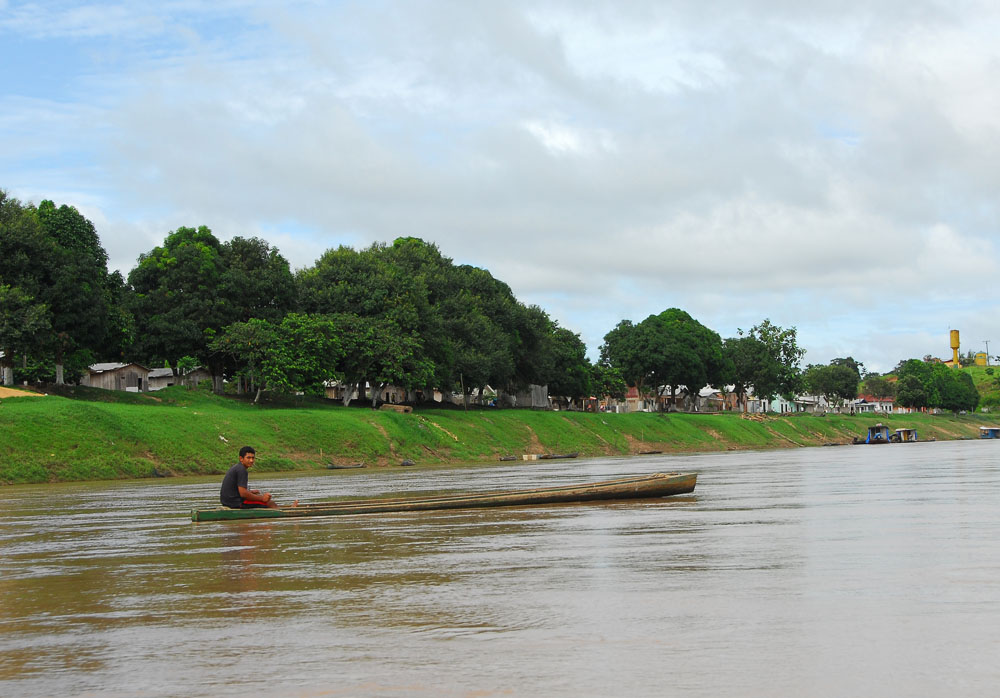
Пурус
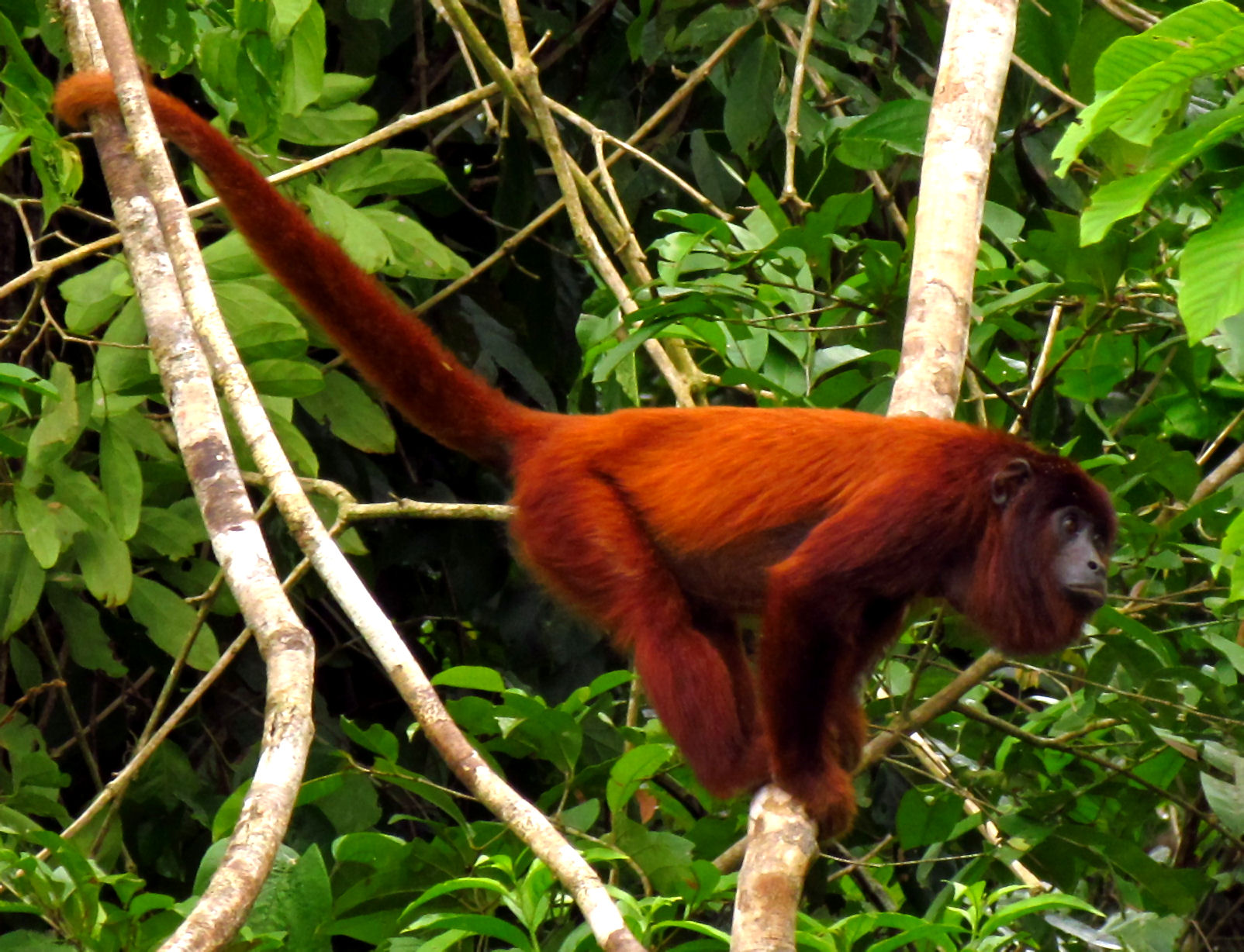
Один из обитателей лесов бассейна Пуруса — рыжий ревун
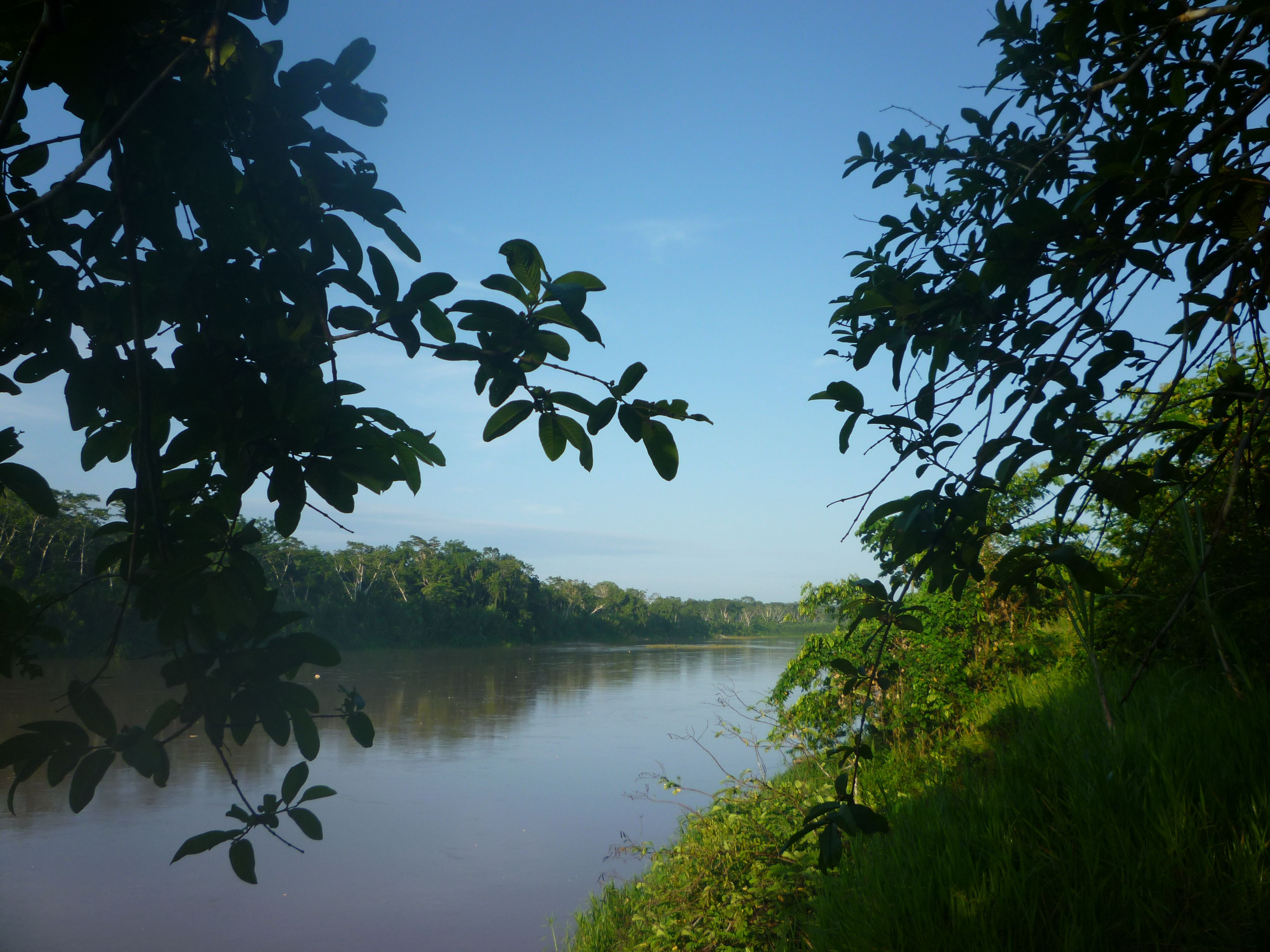
Пурус в Перу